# Kunimitsu Takahashi
Kunimitsu Takahashi (jap. 高橋 国光, Takahashi Kunimitsu; * 29. Januar 1940 in Koganei, Präfektur Tokio; † 16. März 2022) war ein japanischer Motorrad- und Autorennfahrer.

## Karriere

### Motorradsport
Takahashi begann seine Karriere als Motorrad-Rennfahrer und gewann als erster Japaner 1961 einen Weltmeisterschaftslauf der 250-cm³-Klasse auf einer Honda. Im Alter von 21 Jahren siegte er beim Großen Preis von Deutschland. Ein schwerer Unfall bei der Tourist Trophy auf der Isle of Man 1962 behinderte die Zweirad-Ambitionen des jungen Japaners nachhaltig. Nach vier Motorrad-Grand-Prix-Siegen wechselte er 1965 auf vier Räder.

### Automobilsport
Takahashi fuhr in den 1960er Jahren in der japanischen Gruppe-C-Meisterschaft und übernahm 1977 den alten Tyrrell 007 von Kazuyoshi Hoshino, um mit diesem schon betagten Rennwagen beim Großen Preis von Japan an den Start zu gehen. In Fuji pilotierte er den von einem Cosworth-Motor angetriebenen Boliden auf den neunten Rang.
Zu Beginn der 1980er Jahre war er Werksfahrer bei Kojima in der Formel 2 und fuhr in der gleichen Monoposto-Klasse einen Toleman TG280 mit Yokohama-Reifen. Viermal wurde er in der Dekade japanischer Sportwagenmeister, seine Partner waren die starken Sportwagenpiloten Kenny Acheson, Stanley Dickens und Kenji Takahashi.
In den 1990er Jahren fuhr er in der japanischen Formel-3000-Meisterschaft und pilotierte einen Honda NSX in der japanischen GT-Meisterschaft. Er starb im März 2022 nach langer Krankheit.

## Statistik

### Statistik in der Automobil-Weltmeisterschaft

#### Gesamtübersicht
| Saison | Team                | Chassis     | Motor                    | Rennen | Siege | Zweiter | Dritter | Poles | schn. Runden | Punkte | WM-Pos. |
| ------ | ------------------- | ----------- | ------------------------ | ------ | ----- | ------- | ------- | ----- | ------------ | ------ | ------- |
| 1977   | Meritsu Racing Team | Tyrrell 007 | Ford Cosworth DFV 3.0 V8 | 1      | –     | –       | –       | –     | –            | –      | NC      |

#### Einzelergebnisse
| Saison | 1 | 2 | 3 | 4 | 5 | 6 | 7 | 8 | 9 | 10 | 11 | 12 | 13 | 14 | 15 | 16 | 17 |
| ------ | - | - | - | - | - | - | - | - | - | -- | -- | -- | -- | -- | -- | -- | -- |
| 1977   |   |   |   |   |   |   |   |   |   |    |    |    |    |    |    |    |    |
|        |   |   |   |   |   |   |   |   |   |    |    |    |    |    |    | 9  |    |

| Legende  | Legende            | Legende                                                          |
| Farbe    | Abkürzung          | Bedeutung                                                        |
| -------- | ------------------ | ---------------------------------------------------------------- |
| Gold     | –                  | Sieg                                                             |
| Silber   | –                  | 2. Platz                                                         |
| Bronze   | –                  | 3. Platz                                                         |
| Grün     | –                  | Platzierung in den Punkten                                       |
| Blau     | –                  | Klassifiziert außerhalb der Punkteränge                          |
| Violett  | DNF                | Rennen nicht beendet (did not finish)                            |
| Violett  | NC                 | nicht klassifiziert (not classified)                             |
| Rot      | DNQ                | nicht qualifiziert (did not qualify)                             |
| Rot      | DNPQ               | in Vorqualifikation gescheitert (did not pre-qualify)            |
| Schwarz  | DSQ                | disqualifiziert (disqualified)                                   |
| Weiß     | DNS                | nicht am Start (did not start)                                   |
| Weiß     | WD                 | zurückgezogen (withdrawn)                                        |
| Hellblau | PO                 | nur am Training teilgenommen (practiced only)                    |
| Hellblau | TD                 | Freitags-Testfahrer (test driver)                                |
| ohne     | DNP                | nicht am Training teilgenommen (did not practice)                |
| ohne     | INJ                | verletzt oder krank (injured)                                    |
| ohne     | EX                 | ausgeschlossen (excluded)                                        |
| ohne     | DNA                | nicht erschienen (did not arrive)                                |
| ohne     | C                  | Rennen abgesagt (cancelled)                                      |
| ohne     | keine WM-Teilnahme |                                                                  |
| sonstige | P/fett             | Pole-Position                                                    |
| sonstige | 1/2/3/4/5/6/7/8    | Punktplatzierung im Sprint-/Qualifikationsrennen                 |
| sonstige | SR/kursiv          | Schnellste Rennrunde                                             |
| sonstige | *                  | nicht im Ziel, aufgrund der zurückgelegten Distanz aber gewertet |
| sonstige | ()                 | Streichresultate                                                 |
| sonstige | unterstrichen      | Führender in der Gesamtwertung                                   |

### Le-Mans-Ergebnisse
| Jahr | Team                  | Fahrzeug       | Teamkollege         | Teamkollege      | Platzierung            | Ausfallgrund                 |
| ---- | --------------------- | -------------- | ------------------- | ---------------- | ---------------------- | ---------------------------- |
| 1986 | Porsche Kremer Racing | Porsche 962C   | Sarel van der Merwe | Jo Gartner       | Ausfall                | tödlicher Unfall von Gartner |
| 1987 | Porsche Kremer Racing | Porsche 962C   | Kris Nissen         | Volker Weidler   | Ausfall                | Motorschaden                 |
| 1988 | Kenwood Kremer Racing | Porsche 962C   | Bruno Giacomelli    | Hideki Okada     | Rang 9                 |                              |
| 1989 | Porsche Kremer Racing | Porsche 962C   | Bruno Giacomelli    | Giovanni Lavaggi | Ausfall                | Feuer                        |
| 1990 | Porsche Kremer Racing | Porsche 962CK6 | Sarel van der Merwe | Hideki Okada     | Rang 24                |                              |
| 1994 | Kremer Honda Racing   | Honda NSX      | Keiichi Tsuchiya    | Akira Iida       | Rang 18                |                              |
| 1995 | Team Kunimitsu Honda  | Honda NSX      | Keiichi Tsuchiya    | Akira Iida       | Rang 8 und Klassensieg |                              |
| 1996 | Team Kunimitsu Honda  | Honda NSX      | Keiichi Tsuchiya    | Akira Iida       | Rang 16                |                              |

### Einzelergebnisse in der Sportwagen-Weltmeisterschaft
| Saison | Team                      | Rennwagen   | 1   | 2   | 3   | 4   | 5   | 6   | 7   | 8   | 9   | 10  | 11  |
| ------ | ------------------------- | ----------- | --- | --- | --- | --- | --- | --- | --- | --- | --- | --- | --- |
| 1983   | Alpha Racing              | Porsche 956 | MON | SIL | NÜR | LEM | SPA | FUJ | KYA |     |     |     |     |
| 1983   | Alpha Racing              | Porsche 956 |     |     | DNF |     |     |     |     |     |     |     |     |
| 1985   | Advan Sports              | Porsche 962 | MUG | MON | SIL | LEM | HOK | MOS | SPA | BRH | FUJ | SEL |     |
| 1985   | Advan Sports              | Porsche 962 |     |     |     |     |     | DNF |     |     |     |     |     |
| 1986   | Advan Sports              | Porsche 962 | MON | SIL | LEM | NÜN | BRH | JER | NÜR | SPA | FUJ |     |     |
| 1986   | Advan Sports              | Porsche 962 |     |     |     |     |     | 8   |     |     |     |     |     |
| 1987   | Kremer Racing Advan Alpha | Porsche 962 | JAR | JER | MON | SIL | LEM | NÜN | BRH | NÜR | SPA | FUJ |     |
| 1987   | Kremer Racing Advan Alpha | Porsche 962 |     |     |     |     | DNF |     |     |     |     | 11  |     |
| 1988   | Kremer Racing Advan Alpha | Porsche 962 | JER | JAR | MON | SIL | LEM | BRÜ | BRH | NÜR | SPA | FUJ | SAN |
| 1988   | Kremer Racing Advan Alpha | Porsche 962 |     |     |     |     | 9   |     |     |     |     | 6   |     |
| 1989   | Porsche Alméras           | Porsche 962 | SUZ | DIJ | JAR | BRH | NÜR | DON | SPA | MEX |     |     |     |
| 1989   | Porsche Alméras           | Porsche 962 | 7   |     |     |     |     |     |     |     |     |     |     |
| 1990   | Kremer Racing             | Porsche 962 | SUZ | MON | SIL | SPA | DIJ | NÜR | DON | MOT | MEX |     |     |
| 1990   | Kremer Racing             | Porsche 962 | 6   |     |     |     |     |     |     |     |     |     |     |